# Roy Childs
Roy A. Childs, Jr. (1 de abril de 1949 - mayo de 1992) fue un ensayista liberal estadounidense. 
Childs contó entre sus primeras influencias a Ayn Rand, Ludwig von Mises, Rose Wilder Lane, y Robert LeFevre. 
A finales de los 60 se adhiere al anarquismo de mercado y en 1969 escribe su famosa "Carta abierta a Ayn Rand"; más de una década después Childs se retractaría de algunas de sus anteriores afirmaciones y se convertiría en minarquista. También en 1969 publica un conocido ensayo "Grandes negocios y la asención del estatismo americano" en el cual expone cómo el "corporativismo", entendido como empresas formando grupos de presión para obtener beneficios del Estado, es contrario al mercado libre.
Childs editó la revista Libertarian Review desde 1977 hasta 1981. También fue becario de investigación y, posteriormente, un analista político del Cato Institute de 1982 a 1984. Quizás el rol más visible de Childs fue ser el reseñador principal de Laissez Faire Books, posición en la que produjo una serie de memorables ensayos cortos. Ocupó este cargo desde 1984 hasta su muerte y, en palabras de Tom G. Palmer, fue responsable de reivindicar la esencia revolucionaria del liberalismo clásico europeo.